# Arachna Signorum
Arachna Signorum ist eine 2007 gegründete Funeral-Doom-Band.

## Geschichte
Der Gitarrist und Bassist Nortal sowie der Sänger, Keyboarder und Gitarrist Siatris gründeten Arachna Signorum 2007 in Pjatigorsk. Das Duo veröffentlichte ein Demo, ein Album sowie eine EP bis zum Jahr 2011. Nachfolgende Veröffentlichungen blieben aus. Das Album Осколки зимы (auch Splinters of Winter) wurde 2009 via Satanarsa Records herausgegeben. Das gleiche Label veröffentlichte 2019 die EP Нити жизни (auch Threads of Life), die die Band 2011 im Selbstverlag veröffentlicht hatte, erneut. Die Veröffentlichungen des Projektes erhielten kaum internationale Aufmerksamkeit.

## Stil
Die Musik der Band wird von Arachna Signorum und Satanarsa Records gleichermaßen als Crossover zwischen Depressive Black Metal und Funeral Doom beschrieben.

## Diskografie
- 2008: Eternity (Demo, Selbstverlag)
- 2009: Осколки зимы (Splinters of Winter) (Album, Satanarsa Records)
- 2011: Нити жизни (Threads of Life) (EP, Selbstverlag, 2019 Satanarsa Records)